# Ugh!
Ugh! — компьютерная игра в жанре аркада, разработанная немецкой компанией Egosoft и изданная компанией Play Byte. Игра была выпущена в 1992 году, для компьютеров Amiga, Commodore 64 и MS-DOS,

## Геймплей
Главный герой игры — пещерный человек, который, чтобы понравиться своей любимой, создаёт вертолёт каменного века, работающий на педалях. С помощью вертолёта нужно забирать пассажиров и доставлять их в нужное место за деньги. Игрок должен пройти 69 уровней и должен избегать естественных препятствий, а также враждебных динозавров и «птиц» (на самом деле птерозавров). Столкновения с препятствиями, жесткие посадки и касание препятствий несущим винтом вертолёта наносят ему повреждения. Кроме того, приведение вертолёта в действие истощает пилота, что может быть восстановлено путем подбора плодов, сбитых с дерева камнем. Камень также может быть сброшен на враждебного монстра, вырубив его на короткое время.
Существует совместный режим для двух игроков.
Игра отслеживает прогресс игрока, используя коды уровней; коды для одиночных уровней — это названия песен Christian Death, коды для двух игроков — названия песен Current 93.